# 4 dollari di vendetta
4 dollari di vendetta (Cuatro dòlares de venganza) è un film del 1966 diretto da Jaime Jesús Balcázar.

## Trama
I banditi tendono un'imboscata al capitano della cavalleria degli Stati Uniti Roy Dexter, mentre lui e i suoi uomini scortano una fortuna di monete d'oro confederate. Solo Dexter sopravvive all'attacco, ma successivamente viene condannato al carcere a vita per favoreggiamento in strage, ma riesce a evadere per smascherare i veri colpevoli.